# Brachypodium mexicanum
Brachypodium mexicanum là một loài thực vật có hoa trong họ Hòa thảo. Loài này được (Roem. & Schult.) Link mô tả khoa học đầu tiên năm 1827.
Loài cây này thường phân bố ở Mexico đến Bolivia. Đây là một loài cây sống lâu năm và phát triển chủ yếu ở quần xã nhiệt đới khô hạn theo mùa.